# Ballermann 6

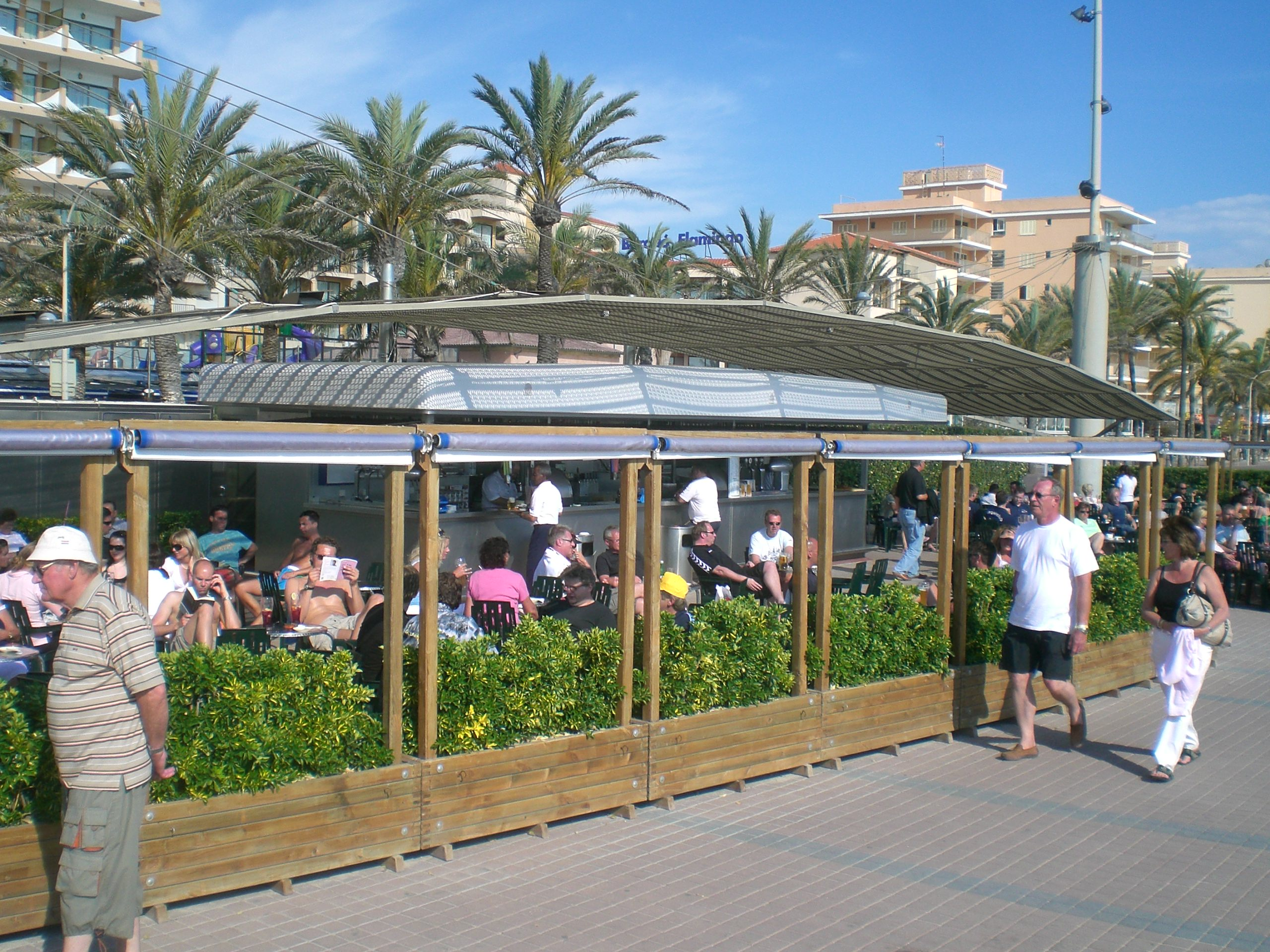
Ballermann 6 на пляже Платья-де-Пальма

Ballermann 6 («Ба́ллерман 6», эрратив от исп. balneario — «пляжный курорт») — сезонное предприятие общественного питания на популярном пляже Платья-де-Пальма на испанской Мальорке с противоречивым имиджем культового места и худшего образчика массового туризма. Известен также под названиями Balneario seis и Beach Club Six. Слово Ballermann в значении «зона многочисленных баров и пляжных кафе на Платья-де-Пальма на Мальорке» внесено в нормативный словарь немецкого языка Duden.
История мальоркского Ballermann 6 восходит к 1970-м годам, когда некий арендатор закусочного киоска в Карлсруэ после нескольких переездов по реставрируемому историческому центру решил перебраться на Мальорку и открыть там своё заведение на открывшемся пляжном бульваре, разбитом на 15 участков-«бальнеарио» с пляжным кафе у каждого. Он назвал свою закусочную по номеру участка — 6, а, надумав позднее вернуться на родину, продал предприятие испанцам. В 1990-е годы на бульваре Платья-де-Пальма быстро развивался туристический бизнес, ориентированный на клиентов из Германии с акцентом на пивную гастрономию и дискотечную культуру. Ballermann 6 стал самым известным из многочисленных круглосуточных предприятий в инфраструктуре так называемого «пьяного туризма». В начале 2020-х годов правительство Испании предприняло жёсткие меры по ограничению туризма алкогольных вечеринок. Концепция Ballermann 6 успешно применяется на пляжах Золотых Песков в Болгарии.